# Sindrome di Wobbler
La sindrome di Wobbler nel cane è una forma di compressione del midollo spinale cervicale caudale con degenerazione progressiva.

## Cause
Esistono diverse cause che producono questo tipo di compressione della colonna vertebrale del cane, colpi ricevuti, traumi,  crescita troppo veloce causata da una alimentazione forzata con eccesso di calcio, fosforo e proteine, forti stress muscolari,  pressioni ripetute al collo.
Tutto ciò può scatenare, dei processi articolari delle vertebre medie caudali e cervicali con un incremento della instabilità della colonna vertebrale, che porterà alterazioni sia alla colonna (anche ernie), dei dischi intervertebrali e talvolta anche ai legamenti.
Da ultimissimi studi si escludono categoricamente fattori genetici, che qualcuno ipotizzava sino a qualche tempo fa.
I soggetti in cui l'evoluzione è stata più progressiva sono più inclini al recupero totale rispetto ai casi ad insorgenza acuta; e, in generale, i paretici (con perdita parziale di forza muscolare) hanno più chance di recupero rispetto ai paraplegici (totalmente privi di movimento volontario).
Le razze maggiormente colpite dalla sindrome di Wobbler sono: San Bernardo, Doberman, Rottweiler, Weimaraner, Chow Chow, Bassethound, Bobtail, Alano, Mastino Inglese.

## Segni e sintomi
- Andatura anomala: (piccoli passi con le zampe anteriori e passi molto ampi con i posteriori con tendenza ad ambiare, ci possono essere deficit propriocettivi (incapacità di percepire e riconoscere la posizione del proprio corpo nello spazio) più o meno marcati e si può instaurare una paraparesi
- Allargamento della base di appoggio dei posteriori
- Dolore cervicale (non sempre presente)
- Paresi progressiva su tutti gli arti
- Incoordinazione motoria

## Diagnosi
È fondamentale emettere più  precocemente possibile una diagnosi certa per ottenere i migliori risultati terapeutici; dopo una corretta localizzazione clinica della lesione neurologica, la risonanza magnetica fornisce un quadro esaustivo della patologia in corso visualizzando i siti di compressione, se la lesione è dinamica o statica e l'eventuale presenza di un danno intramidollare reversibile o irreversibile. Lo spazio intervertebrale in cui più frequentemente si manifestano alterazioni è il C6-C7, in misura minore il C5-C6, raramente C4-C5 e C7-T1.

## Trattamento e riabilitazione
La terapia può  essere conservativa nei casi meno gravi; l'intervento chirurgico è imperativo nei soggetti più neurologicamente compromessi.
Negli ultimi anni è ormai diffuso come in campo umano l'utilizzo di cages intervertebrali a posizionamento singolo o multiplo, accompagnati o meno da altri mezzi accessori di stabilizzazione vertebrale; da pochi anni è possibile anche l'utilizzo di protesi discali.
Il post-chirurgico è un periodo molto delicato; la fisioterapia in questo caso diventa imperativa, ed è volta al mantenimento del ROM articolare e alla ripresa graduale della stazione e del movimento. Il lavoro che si ottiene in questi animali attraverso l’uso del tapis roulant in acqua è fondamentale, considerata la grossa mole di questi animali.